# Київський міжнародний фестиваль короткометражних фільмів
Київський міжнародний фестиваль короткометражних фільмів (КМФКФ) або Kyiv International Short Film Festival (KISFF) — щорічний кінофестиваль короткометражних фільмів, що проходить у Києві. Уперше відбувся у 2012 році.
Метою фестивалю організатори вважають ознайомлення глядачів з панорамою короткометражного кіно з усього світу створених як професійними режисерами, так і студентами кіношкіл, а також розвиток платформи для презентації українського кіно та спілкування й обміну досвідом між українськими та іноземними кінематографістами.

## Історія
Робота над першим фестивалем почалася у 2011 році, а відбувся він навесні 2012 року. Відтоді, незважаючи на об'єктиві та суб'єктивні обставини, захід проходить щорічно. Фестиваль є незалежною, не державною організацією. Основне завдання фестивалю полягає в просуванні короткометражного кіно. 

Цей фестиваль э чудовою нагодою для митців обмінюватися ідеями через спільне перебування на фестивалі. KISFF прагне відкривати потенціали і заохочувати режисерів різного віку до інновацій і творчості. Фестиваль націлений представляти новітні розробки, просувати якість, естетику і тематичність в кінематографі. KISFF організовує конкурсну програму, представляє тематичні програми і ретроспективи, лекції, майстер-класи та освітні програми, а також прагне інтегрувати найбільш перспективних українських режисерів та їх короткометражні фільми у світові фестивальні кола.

Перший Київський міжнародний фестиваль короткометражних фільмів проходив безкоштовно в артхаус кінотеатрі "Кінопанорама". На конкурсну програму було подано близько 500 заявок із 53 країн світу. Позаконкурсна програма була представлена фільмами з програм партнерів проєкту, якими є Стокгольмський кінофестиваль, Кіношкола «Nordland» (Норвегія), Кіностудія «Nukufilm» (Естонія), Хорватський аудіовізуальний центр, Краківська кінофундація (Польща) та інші.
| Рік  | Фестиваль                                                    | Дата проведення |
| ---- | ------------------------------------------------------------ | --------------- |
| 2022 | XI Київський міжнародний фестиваль короткометражних фільмів  | 17-22 листопада |
| 2021 | X Київський міжнародний фестиваль короткометражних фільмів   | 4—8 серпня      |
| 2020 | IX Київський міжнародний фестиваль короткометражних фільмів  | 5—9 серпня      |
| 2019 | VII Київський міжнародний фестиваль короткометражних фільмів | 22—26 квітня    |
| 2018 | VII Київський міжнародний фестиваль короткометражних фільмів | 25—29 квітня    |
| 2017 | VI Київський міжнародний фестиваль короткометражних фільмів  | 19—24 квітня    |
| 2016 | V Київський міжнародний фестиваль короткометражних фільмів   | 20—24 квітня    |
| 2015 | IV Київський міжнародний фестиваль короткометражних фільмів  | 22—26 квітня    |
| 2014 | III Київський міжнародний фестиваль короткометражних фільмів | 21—25 травня    |
| 2013 | II Київський міжнародний фестиваль короткометражних фільмів  | 24—28 квітня    |
| 2012 | I Київський міжнародний фестиваль короткометражних фільмів   | 20—22 квітня    |

## Місія фестивалю
Фестиваль розвиває національну і міжнародну платформи короткометражних фільмів з метою відкрити нові форми і методи кіновиробництва в Україні та за кордоном. Це національне та міжнародне місце зустрічі кіношників, джерело натхнення та нових знань для професіоналів, студентів та поціновувачів кіно. KISFF – це осередок для розвитку талантів та популяризації кінематографу як привабливого культурного дозвілля для всіх можливих цільових груп. 

## Команда фестивалю
Станом на 2021 рік керівництво фестивалю складається з:
- Директор фестивалю — Кирило Марікуца
- Фестивальна координаторка — Аліка Харченко
- Программная директорка — Саша Прокопенко
- Программна кооринаторка — Ольга Гусятинська
- Технічний директор — Максим Войтенко
- Координатор волонтерів — Катерина Янюк
- Менеджерка сайту — Альона Кліщенко
- Гостьова координаторка — Тетяна Лавінюкова
- Співзасновниця фестивалю, програмний директор (2012-2017) — Наталія Ільчук
- Асистентка гостевого відділу — Олена Лисенко
- Координатор відділу перекладів — Ольга Гусятинська
- Креатор — Максим Бабак (2020-2021)
- Голос фестивалю — Роман Бабак (2020-2021)
- Программна кооринаторка — Сирбу Олена (2019-2021)

## Журі
Фільми конкурсної програми оцінює міжнародне журі у складі мінімум 3 особи та складається з діячів кіно, режисерів, акторів та кінокритиків.
У різні роки журі міжнародної та національної програми були: Андрій Халпахчі, Наріман Алієв, Луца Тот, Джина Деллабарка, Юкка-Пекка Лааксо, Іріс Блауенштайнер та ін.

## Переможці у категорії кращий фільм міжнародного конкурсу
Переможці у категорії кращий фільм міжнародного конкурсу з 2016 року.
| Рік  | Фільм                        | Оригінальна назва      | Режисер                          | Країна    |
| ---- | ---------------------------- | ---------------------- | -------------------------------- | --------- |
| 2016 | «Партнер»                    | «Partner»              | Антуан Жоржіні                   | Франція   |
| 2017 | «Шасс Рояль»                 | «Chasse royale»        | Ліз Акока та Роман Гере          | Франція   |
| 2018 | «Вавилон»                    | «Babylon»              | Кіт Деліджеро                    | Філіппіни |
| 2019 | «Розбита дорога нового краю» | «New Land Broken Road» | Кавіч Неанґ                      | Камбоджа  |
| 2020 | «Станція “Гантсвіл”»         | «Huntsville Station»   | Джеймі Мельцер та Кріс Філіппоне | США       |

## Позаконкурсна програма
Окрім основного конкурсу, на фестивалі представлені позаконкурсні розділи: спеціальні покази, ретроспективи, стрічки інозамних режисерів про Україну та ін.

## Конкурсна програма
Фестиваль має дві конкурсні програми: Міжнародна конкурсна програма та Національна конкурсна програма.
Селекцію фільмів здійснює відбіркова комісія. Якщо фільм не на українській, російській чи англійській мові, то він повинен мати субтитри англійською мовою. Фільми можуть бути подані режисером, продюсером, дистриб'ютором або офіційним представником.

## Нагороди
Переможців міжнародної конкурсної програми та національного конкурсу визначає кваліфіковане міжнародне та національне журі відповідно, що складається мінімум з 3-х провідних міжнародних кінопрофесіоналів, а автори фільмів отримають нагороди з призового фонду фестивалю.
Три головні нагороди будуть вручені фільмам-переможцям у таких номінаціях: “Кращий фільм”, “Краща режисура”, “Приз глядацьких симпатій”. За членами журі також зберігається право надати 2 або більше “Особливих відзнак журі”.